# Toxorhina polytricha
Toxorhina polytricha är en tvåvingeart som beskrevs av Alexander 1970. Toxorhina polytricha ingår i släktet Toxorhina och familjen småharkrankar.
Artens utbredningsområde är Dominica. Inga underarter finns listade i Catalogue of Life.